# Classification internationale des maladies
Pour les articles homonymes, voir CIM et ICD.
La Classification internationale des maladies ou CIM (en anglais, International Classification of Diseases ou  ICD ) est une classification médicale codifiée classifiant les maladies et une très vaste variété de signes, symptômes, lésions traumatiques, empoisonnements, circonstances sociales et causes externes de blessures ou de maladies. 
Elle est publiée par l'Organisation mondiale de la santé (OMS) et est mondialement utilisée pour l'enregistrement des taux de morbidité et des taux de mortalité touchant le domaine de la médecine.
La dernière version est la CIM-11 entrée en vigueur le 1er janvier 2022.

## Description
Les affections (symptômes, maladies, lésions traumatiques, empoisonnements) et les autres motifs de recours aux services de santé sont répertoriés dans la CIM avec une précision qui dépend de leur importance, c'est-à-dire de leur fréquence et de l'intensité du problème de santé publique qu'ils posent (par exemple, le chapitre des maladies infectieuses est le plus gros et le plus détaillé parce que ces maladies sont la première cause mondiale de morbidité et de mortalité).
La CIM est une classification statistique et mono-axiale. Elle est statistique en ce sens que l'entité faisant l'objet d'un codage ne peut être attribuée qu'à une et une seule catégorie de la classification. Cela découle des règles de codage pour le choix de l’affection principale ou de la cause de mortalité. Elle est mono-axiale en ce sens que chaque entité (maladie) ne correspond qu'à un seul code, les ambiguïtés de classement étant levées par les règles d'exclusion. La CIM attribue aux entités répertoriées un code alphanumérique comportant trois à cinq caractères.
Cette classification est soumise à révisions périodiques (5 de 1893 à 1948, 6 par l'OMS de 1949 à 2019). La 10e révision (CIM-10) a été adoptée en mai 1990, et la 11e (CIM-11) en mai 2019.

## Historique
En 1893, un médecin français, Jacques Bertillon, intronise la Classification des causes de décès lors d'un congrès à Chicago, aux États-Unis. Cette classification a fait l'objet de cinq révisions décennales jusqu'en 1938. À sa création en 1945, l'organisation mondiale de la santé (OMS) se vit confier l'évolution et la mise à jour de la classification de Bertillon. La sixième révision devint en 1948 la Classification statistique internationale des maladies, traumatismes et causes de décès : elle cessait en effet de ne répertorier que les causes de décès pour s'intéresser de façon plus générale à la morbidité.
En 1967, l'OMS stipule que les États membres doivent utiliser la dernière révision en cours pour leurs statistiques sanitaires de morbidité et de mortalité.
Après la 9e révision adoptée en 1975, le rythme décennal des révisions est rompu, et la 10e révision est adoptée en mai 1990. L'un des motifs en est l'importance des modifications effectuées. L'OMS avait prévu que les révisions décennales seraient remplacées par des mises à jour. La première a été publiée en 1996, suivie d'autres selon un rythme annuel.
La CIM-10 comprend trois volumes, publiés respectivement en 1993 (vol. 1), 1995 (vol. 2) et 1996 pour le vol. 3. La CIM a été conçue pour « permettre l'analyse systématique, l'interprétation et la comparaison des données de mortalité et de morbidité recueillies dans différents pays ou régions à des époques différentes » (volume 2 p. 2).

## Anciennes versions

### CIM-6
La CIM-6, publiée en 1949, était le premier manuel contenant une classification des troubles mentaux.

### CIM-7
C'est la première version, publiée en 1955, qui s'intitule officiellement « Classification internationale des maladies ». Une rubrique « Perversions sexuelles » y est intégrée, au sein de la catégorie « Personnalité pathologique » ; elle comprend entre autres l'homosexualité, la déviation sexuelle, l'exhibitionnisme, le fétichisme, le sadisme et la sexualité pathologique.

### CIM-8
La huitième révision de cette classification est lancée à Genève en 1965, avec la participation de trente-six états, majoritairement européens, aux travaux. Les manuels diagnostiques sont plus détaillés, mais limités ; les descriptions cliniques sont absentes.
Le DSM II, version américaine de la CIM, est créé en 1968, pour assurer une homogénéité entre les deux classements.
L'homosexualité devient une sous-rubrique à part entière (comprenant la sodomie et le lesbianisme), toujours rattachée aux « Perversions sexuelles », désormais catégorisées en « Névroses, troubles de la personnalité et autres troubles mentaux non psychotiques ».

### CIM-9
La CIM-9 termine sa neuvième révision en 1975 et est publiée par l'Organisation Mondiale de la Santé en 1977. Elle est finalement remplacée par la CIM-10 qui donne une plus grande expansion des données. Il est impossible de convertir les données exposées dans la CIM-9 avec les données exposées dans la CIM-10, bien qu'il existe certains guides d'utilisateur.

### CIM-10
Les projets de la CIM-10 ont débuté en 1983, et la nouvelle révision est faite par l'Assemblée mondiale de la santé, qui l'adopte le 17 mai 1990, pour rentrer en application à compter du 1er janvier 1993. La dernière version est en utilisation par les États membres de l'OMS dès 1994. Le système de classification expose plus de 155 000 différents codes et permet à l'aide des diagnostics et procédures, une expansion significative sur 17 000 codes disponibles dans le CIM-9. Plusieurs facilités sont disponibles sur le site officiel de l'OMS pour aider à son utilisation, et incluent un manuel, un mode d'emploi et des données à télécharger. Certains pays ont adapté le manuel, comme la « CIM-10-AM », publiée en Australie en 1998 (également en utilisation en Nouvelle-Zélande), et la « CIM-10-CA », commercialisée au Canada en 2000.
La table analytique comporte vingt-deux chapitres depuis 2006, du fait de sa plus récente mise à jour ; elle en comptait vingt et un auparavant. Chaque chapitre est divisé en catégories affectées d'un code à trois caractères, par exemple : asthme J45. La majorité des catégories propose un niveau de détail supplémentaire ou sous-catégorie dont le code est précisé par un quatrième caractère (séparé des trois premiers par un point), par exemple : asthme allergique J45.0. Les vingt-deux chapitres avec l'indication des codes des première et dernière catégories qu'ils contiennent sont les suivants :
| Chapitre | Codes   | Titre                                                                                               |
| -------- | ------- | --------------------------------------------------------------------------------------------------- |
| I        | A00-B99 | Certaines maladies infectieuses et parasitaires                                                     |
| II       | C00-D48 | Tumeurs                                                                                             |
| III      | D50-D89 | Maladies du sang et des organes hématopoïétiques et certains troubles du système immunitaire        |
| IV       | E00-E90 | Maladies endocriniennes, nutritionnelles et métaboliques                                            |
| V        | F00-F99 | Troubles mentaux et du comportement                                                                 |
| VI       | G00-G99 | Maladies du système nerveux                                                                         |
| VII      | H00-H59 | Maladies de l'œil et de ses annexes                                                                 |
| VIII     | H60-H95 | Maladies de l'oreille et de l'apophyse mastoïde                                                     |
| IX       | I00-I99 | Maladies de l'appareil circulatoire                                                                 |
| X        | J00-J99 | Maladies de l'appareil respiratoire                                                                 |
| XI       | K00-K93 | Maladies de l'appareil digestif                                                                     |
| XII      | L00-L99 | Maladies de la peau et du tissu cellulaire sous-cutané                                              |
| XIII     | M00-M99 | Maladies du système ostéo-articulaire, des muscles et du tissu conjonctif                           |
| XIV      | N00-N99 | Maladies de l'appareil génito-urinaire                                                              |
| XV       | O00-O99 | Grossesse, accouchement et puerpéralité                                                             |
| XVI      | P00-P96 | Certaines affections dont l'origine se situe dans la période périnatale                             |
| XVII     | Q00-Q99 | Malformations congénitales et anomalies chromosomiques                                              |
| XVIII    | R00-R99 | Symptômes, signes et résultats anormaux d'examens cliniques et de laboratoire, non classés ailleurs |
| XIX      | S00-T98 | Lésions traumatiques, empoisonnements et certaines autres conséquences de causes externes           |
| XX       | V01-Y98 | Causes externes de morbidité et de mortalité                                                        |
| XXI      | Z00-Z99 | Facteurs influant sur l'état de santé et motifs de recours aux services de santé                    |
| XXII     | U00-U99 | Codes d'utilisation particulière                                                                    |

Seuls les vingt-et-un premiers chapitres sont actuellement présents dans l'édition papier de la CIM-10. Le chapitre XXII est accessible en anglais sur le site Internet de l'OMS, avec l'ensemble des mises à jour faites depuis 1996. Il est aussi accessible avec les mises à jour, en français, sur le site de l'Agence technique de l'information sur l'hospitalisation[source insuffisante].
Cette version est la première à ne plus comporter, dans la liste des maladies mentales, l'homosexualité. L'introduction précise : « les troubles de la préférence sexuelle sont nettement différenciés des troubles de l'identité sexuelle. L'homosexualité, en elle-même, n'est plus considérée comme une catégorie ».

### CIM-11
L'Organisation mondiale de la santé a révisé la Classification internationale des maladies (CIM) en fonction de la CIM-11. Son développement a eu lieu sur un espace de travail basé sur Internet qui continue d'être utilisé comme plate-forme de maintenance pour les discussions et les propositions de mises à jour de la CIM. N'importe qui peut soumettre une proposition fondée sur des données probantes. Les propositions sont traitées d'une manière ouverte et transparente, avec des examens des preuves scientifiques, de la facilité d'utilisation et de l'utilité des diverses utilisations de la CIM.
La version finale pour la mise en œuvre est publiée le 18 juin 2018 et après consultations et délibérations, elle est adoptée par la 72e Assemblée mondiale de la santé (AMS) en mai 2019, pour rentrer en application à compter du 1er janvier 2022,.
La CIM-11 est accompagnée d'une trousse de mise en œuvre qui comprend entre autres des tableaux de transition de et vers la CIM-10, un outil de traduction, un outil de codage, des services Web, un manuel et du matériel de formation: « Classification internationale des maladies » [PDF]. Tous les outils sont accessibles après l'auto-inscription à partir de la plate-forme de maintenance.
La version officielle est accessible en ligne. Une traduction française est disponible. Il s'agit de la CIM-11 pour les statistiques de mortalité et de morbidité (CIM11-MMS).
- La CIM-11 est beaucoup plus facile à utiliser que la CIM-10. Son infrastructure ontologique permet un meilleur guidage de l'utilisateur par rapport à la CIM-10.
- Le recours systématique à l'utilisation de combinaisons de codes et de codes d'extension rend la CIM finalement cliniquement pertinente. Avec les combinaisons, n'importe quelle condition peut être codée au niveau de détail désiré.
- Les soins primaires, le codage du cancer, la médecine traditionnelle (actuellement module 1 : médecine chinoise ancienne - Chine, Corée et Japon), et une section pour l'évaluation du fonctionnement sont maintenant inclus.
- Des versions spécialisées, comme pour la santé mentale, les soins primaires ou la dermatologie sont produites à partir du noyau commun, la fondation.
- La CIM-11 est multilingue. La CIM-10 existe en 43 langues dans des versions électroniques et la CIM-11 a déjà 15 traductions en cours. L'outil produit tous les fichiers et formats à partir de l'outil de traduction de base sur la « plate-forme de maintenance ». Pour l'autorisation des traductions, les demandes doivent être adressées à l'OMS.
- La CIM-11 est prête pour la santé numérique (anciennement la santé électronique) en raison de l'utilisation d'identificateurs de ressources uniformes et de ses fondements ontologiques. Le système permet de connecter n'importe quel logiciel via une API standard. Le même emballage est également préparé pour une utilisation hors ligne.
- La CIM-11 est basée sur un composant de base électronique qui contient tout le contenu, l'information structurelle, les références et les descripteurs dans un format lisible par machine. Le contenu est ensuite rendu pour une utilisation mécanique ou humaine, sous forme électronique ou imprimée.
- Dans la CIM-11, chaque entité pathologique a une description qui donne des descriptions clés et des conseils sur la signification de l'entité/catégorie en termes lisibles par l'homme, afin de guider les utilisateurs. Il s'agit d'un progrès par rapport à la CIM-10, qui n'avait que des libellés. Les Définitions ont une structure standard selon un modèle avec des modèles de définition standard et d'autres caractéristiques illustrées dans un « modèle de contenu ». Le modèle de contenu est un cadre structuré qui saisit les dimensions sous-jacentes à la définition d'une entité de DCI. Le modèle de contenu permet donc l'informatisation (avec des liens vers des ontologies et des SNOMED CT (en)). Chaque entité ICD peut être vue à partir de différentes dimensions ou « paramètres ». Par exemple, il y a actuellement 13 paramètres principaux définis dans le modèle de contenu (voir ci-dessous) pour décrire une catégorie dans le DCI.

1. CIM libelé de l'entité - Fully Specified Name
2. Propriétés de classification - maladie, trouble, blessure, etc.
3. Définitions textuelles - courtes descriptions standard
4. Termes - synonymes, autres inclusions et exclusions
5. Description du système et de la structure du corps - anatomie et physiologie
6. Propriétés temporelles - aiguës, chroniques ou autres
7. Sévérité des propriétés des sous-types - mild, modéré, sévère, ou d'autres échelles
8. Propriétés de manifestation - signes, symptômes
9. Propriétés causales - étiologie : infectieux, cause externe, etc.
10. Propriétés fonctionnelles - impact sur la vie quotidienne : activités et participation
11. Propriétés de l'affection spécifique - relation avec la grossesse, etc.
12. Propriétés du traitement - considérations spécifiques au traitement : p. ex. résistance
13. Critères diagnostiques - définitions opérationnelles pour l'évaluation

La CIM-11 fait appel à une architecture plus sophistiquée que les versions historiques, conformément à sa génération en tant que ressource numérique. Le contenu de base du système, appelé Composante Fondation, est un réseau sémantique de mots et de termes, où tout terme donné peut avoir plus d'un parent. Pour répondre à l'exigence que les classifications statistiques présentent une exclusivité mutuelle (de sorte que les événements ne sont pas comptés plus d'une fois) et une exhaustivité (de sorte qu'il y a une place pour comptabiliser tous les événements), la CIM11 soutient la sérialisation de la Composante Fondation en un nombre arbitraire de linéarisations, optimisé pour les cas d'utilisation. La linéarisation principale, actuellement appelée linéarisation conjointe pour les statistiques de morbidité et de mortalité, est le format tabulaire avec lequel la plupart des utilisateurs traditionnels se familiariseront. Cependant, d'autres linéarisations, pour les soins primaires, les dérivés de sous-spécialités multiples ou des applications telles que l'aide à la décision clinique sont possibles. Enfin, des travaux préliminaires en partenariat avec l’IHTSDO (en) sont en cours pour assurer la cohérence sémantique de la composante Fondation de la CIM-11 par le développement de l'ontologie commune, un sous-ensemble de SNOMED CT (en) qui ancrera la composante Fondation à des termes définis par logique de description.

## Problématiques
Le but de la CIM est de permettre l'analyse comparative internationale, mais cela se heurte à plusieurs difficultés.
Les révisions périodiques de la classification doivent concilier la continuité des définitions (stabilité) tout en l'adaptant à l'évolution du savoir médical (pertinence), ce qui peut rendre plus difficile la valeur comparative des statistiques sanitaires. Par exemple, lorsque différents pays adoptent les nouvelles révisions avec des décalages de temps différents ; ou encore lorsque l'on veut étudier les statistiques sur de longues durées (plusieurs décennies). 
De même, si la classification gagne en précision et en raffinement, cela accroit le besoin d'expertise sur le terrain (moyens et technique de diagnostic). Il peut alors se produire un décalage de qualité de collecte des données entre les pays selon le niveau de leur service de santé.

## Critiques portant sur la psychiatrie
Cette classification qui globalement s'est alignée sur celle du DSM (particulièrement depuis la 4e révision, DSM-IV) est critiquée et pour les mêmes raisons : réductionnisme sous couvert de position a-théorique, développement en fonction d'une vision purement organique et pharmacologique, selon l'intérêt des laboratoires pharmaceutiques,. 
Par ailleurs, le fait qu'elle ne reprenne pas les « axes » du DSM fait que la liste des diagnostics aurait tendance, selon certaines critiques[Lesquelles ?], à s'allonger sans fin et sans qu'on puisse clairement hiérarchiser ceux qui sont pertinents actuellement, ceux qui relèvent d'un aspect structurel. 
Enfin, la partie des diagnostics pédopsychiatriques (enfants et adolescents) serait insuffisante, ce qui aurait tendance à confondre pédopsychiatrie et psychiatrie de l'adulte dans une vision « adultomorphe ».

### Sites officiels
- (en) « ICD site principal », sur Organisation mondiale de la santé : histoire, achat, centres collaborateurs
- (en) « ICD base de données sur l'implémentation », sur Organisation mondiale de la santé
- (en) « ICD-10 mises à jour », sur Organisation mondiale de la santé
- (en) « ICD-10 outil de codage en ligne, Volumes 1 et 3 de la CIM-10 / ICD-10 », sur Organisation mondiale de la santé
- (en) « ICD-10 Manuel Volume 2 en ligne », sur Organisation mondiale de la santé
- (en) « ICD-11 Revision information », sur Organisation mondiale de la santé
- (en) « ICD-11 Revision platform (interactif) », sur Organisation mondiale de la santé